# Знахарь (фильм, 1937)
«Зна́харь» (пол. Znachor) — чёрно-белый польский кинофильм 1937 года, экранизация одноимённого романа польского писателя Тадеуша Доленги-Мостовича. Премьера состоялась 16 сентября 1937 года.
История о любви, о предательстве, о забвении, о потере личности завоевала огромное признание зрителей в довоенной Польше.
В основе сюжета — тяжёлая судьба талантливого хирурга профессора Рафала Вильчура, которого бросила жена и ушла к другому, забрав маленькую дочку. Вильчур бродит по ночному городу и становится жертвой нападения — его избивают, крадут документы. От удара по голове у профессора развивается амнезия. Долгие годы профессор, взявший чужое имя, скитается по деревням и лечит больных. Несмотря на все испытания, знахарь будет вознаграждён судьбой — он найдёт свою дочь, память восстановится.
В роли профессора Вильчура выступил Казимеж Юноша-Стемповский, один из самых выдающихся польских актёров первой половины XX века.
На Международной восточной ярмарке во Львове в 1938 году за фильм режиссёру Михалу Вашиньскому была вручена Премия Торгово-промышленной палаты.
В 1938 году была снята вторая часть — «Профессор Вильчур», в 1939 году — третья часть «Завещание профессора Вильчура».

## Сюжет
Рафал Ви́льчур — выдающийся кардиохирург, уважаемый коллегами и студентами. Вернувшись домой после тяжелейшей операции, Вильчур находит письмо, из которого узнаёт, что жена ушла к другому и забрала с собой маленькую дочку Марысю. Потрясённый и разбитый горем, профессор бродит по ночному городу, знакомится с бродягой, и в итоге становится жертвой бандитов, которые избивают Вильчура, крадут портмоне с деньгами и документами и оставляют в овраге. После сильного удара по голове Рафал теряет память.
Газеты сообщают, что прошло несколько недель, как загадочным образом пропал профессор Вильчур, и поиски не увенчались успехом. Лесничий Янек, к которому ушла Беата, некоторое время спустя умирает. Беата возвращается в дом Вильчура, где ей сообщают страшную новость о пропаже профессора. Отказавшись от наследства, Беата уезжает из Варшавы и начинает работать швеёй. 12 лет Вильчур бродяжничает, из года в год попадает в полицию. Случайный бродяга дарит Вильчуру документы своего умершего друга, и с тех пор Вильчур становится Антонием Косибой.
По воле случая, Антонио попадает в дом Прокопа, где знакомится с сыном мельника Василием, у которого неправильно срослись кости на ногах после неудачной операции, выполненной местным уездным врачом. После многочисленных уговоров, Прокоп даёт согласие на операцию, и Антонио Косиба успешно её проводит. В благодарность Прокоп предлагает Косибе остаться жить у него.
Повзрослевшая Марыся устроилась работать тапёршей в местный кинотеатр города Радолишки. За ней ухаживает молодой граф Чинский — по городу идут пересуды, и это не нравится его родителям.
Чинский на балу прилюдно избил Войдылова за оскорбительные стишки в адрес Марыси. Войдылов подстраивает аварию, в которую попадают Марыся с Лешеком. Марыся при смерти, у Лешека лишь перелом руки. Павлицкий отказывается оперировать Марысю. Знахарь крадёт инструменты врача и делает сложнейшую операцию. Чуть позже знахаря берут под стражу за кражу инструментов и сажают в тюрьму.
Чинский узнаёт, что Марыся жива. Приехав к ней, слышит всю историю, произошедшую с Косибой, и нанимает лучших адвокатов. Врач Добранецкий, приглашённый на суд в качестве эксперта, узнаёт в подсудимом своего коллегу Рафала Вильчура, однако в этом не признаётся. Суд оправдал знахаря.
Марыся с Лешеком едут на кладбище и предлагают поехать Антонио. Прочитав именную табличку на памятнике, к знахарю возвращается память.

## В ролях
- Казимеж Юноша-Стемповский — Профессор Рафал Вильчур, знахарь Антоний Косиба
- Яцек Вощерович — Емел, пьяница-философ, впоследствии приятель Вильчура
- Эльжбета Борщевская — Беата Вильчур, Марыся Вильчур
- Марьян Вырыжковский[пол.] — лесник Ян, возлюбленный Беаты
- Витольд Захаревич — Лешек Чинский, муж Марыси
- Юзеф Венгжин — доктор Стефан Добранецкий, коллега Вильчура
- Мечислава Цвиклиньская — Флорентина Шкопкова, владелица кинотеатра
- Тадеуш Френкель[пол.] — Зигмунт Павлицкий, деревенский врач
- Юзеф Малишевский — защитник на суде
- Войцех Бридзиньский — Станислав Чинский, отец Лешека
- Ванда Яршевская — Элеонора Чинская, мать Лешека
- Станислав Гролицкий — Прокоп, мельник
- Владимир Лозинский[пол.] — Василий, сын Прокопа
- Стефан Худжинский[пол.] — Зенон Войдылов, местный пьяница

## Производство
Экранизация и публикация романа, вышли одновременно в 1937 году. Дело в том, что сценарий, написанный Тадеушем Доленгой-Мостовичем, изначально был встречен продюсерами неохотно. Только тогда, когда «Знахарь» был опубликован, как роман, он оказался отличным материалом для фильма. Однако, оригинальный сценарий Мостовича не учитывался, вместо него использовался текст, написанный Анатолем Стерном.
На главную роль решили привлечь Казимежа Юношу-Стемповского, выдающегося актёра довоенных лет.

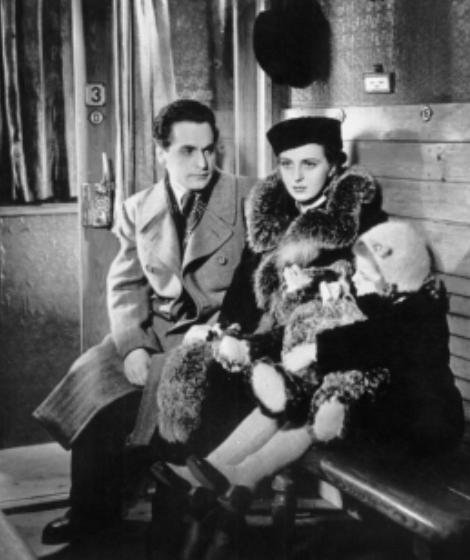
Эльжбета Борщевская и Марьян Вырыжковский в фильме «Знахарь»

Двойную роль жены и дочери сыграла молодая актриса Эльжбета Борщевская, которая вспоминала в своём дневнике: «Обе роли были особенные, но роль матери была тяжелее. Я с теплотой вспоминаю то необычайно дружелюбное настроение на съёмках». С Марьяном Вырыжковским, который играл в фильме роль лесника Янека, у Эльжбеты завязались романтические отношения. Впоследствии, они поженились.
В фильме состоялся актёрский дебют Владимира Лозинского. «Сюрпризом стал дебют киноактёра Владимира Лозинского, который в роли Василия вывел из себя максимум страсти»(Веслав Бонч-Томашевский).

### Критика
По словам Г. Пеньковского « „Знахарь“ — образцовый пример межвоенной кинематографической драмы. Ясное действие, вера в победу добра и выдающаяся актёрская игра сделали его кассовым хитом на польских экранах».
Большинство критиков тех времён отметили, что картина прекрасно сыграна умными актёрами. В первую очередь это заслуга Казимежа Юноши-Стемповского, который воссоздал главную роль с необычным сочувствием к роману. «Благодаря Степовскому, мелодраматическая фигура хирурга из романа приобрела в фильме сильное, трогательное драматическое произношение» (Mieczysław Sztycer — Film 1937 — nr 27 — Цит.по.

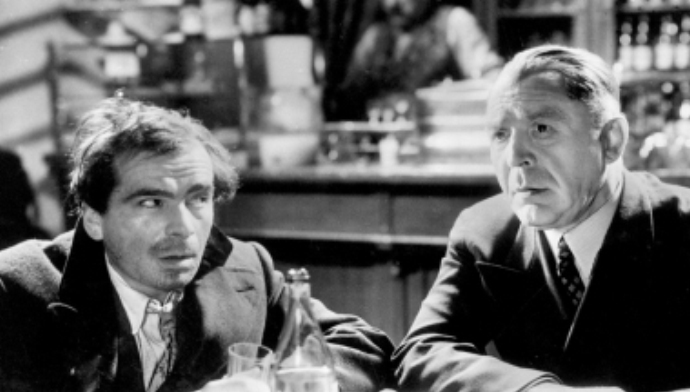
Яцек Вощерович и Казимеж Юноша-Стемповский

Критики отмечали, что «сюжет фильма интересный, и режиссёру удалось держать зрителя в напряжении и заинтересованности. Однако, много искусственных фонов, селян заставляют говорить правильным литературным языком. Заслуживает внимание проблемы медицинской этики. Вощевич в роли бродяги был очень восхитителен. Всё указывает на то, что „ Знахарь“, будет успешным».
По словам Юлиана Савицкого, «Конечно, фильм — не шедевр. В фильме стоит упрекнуть монотонную, бесцветную игру Борщевской».
«Картинки хорошие, музыка посредственная. Многие сцены романа в фильме были изменены, в результате чего некоторые моменты неясны. Захаревич довольно слаб, Борщевская выступила благоприятно».
По словам современника, историка кино, сценариста Владимира Громова «Сегодня лента Вашиньского выглядит довольно неуклюжей. Она снята в характерной манере 1930-х годов. Герои постоянно произносят длинные монологи, видны нарисованные задники и картонные декорации, история кажется упрощённой. Однако фильм 1937 года всё равно интересен».